# Майн-Таубер (район)
Майн-Таубер (нем. Main-Tauber-Kreis) — район в Германии. Центр района — город Таубербишофсхайм. Район входит в землю Баден-Вюртемберг. Подчинён административному округу Штутгарт. Занимает площадь 1304,42 км². Население — 136 844 чел. Плотность населения — 105 человек/км².
Официальный код района — 08 1 28.
Район подразделяется на 18 общин.

## Города и общины
Города
1. Бад-Мергентхайм (22 446)
2. Боксберг (7 269)
3. Креглинген (4 881)
4. Фройденберг (4 055)
5. Грюнсфельд (3 843)
6. Кюльсхайм (5 772)
7. Лауда-Кёнигсхофен (15 258)
8. Нидерштеттен (5 503)
9. Таубербишофсхайм (13 351)
10. Вайкерсхайм (7 586)
11. Вертхайм (24 553)

Объединения общин
Общины
1. Ахорн (2 337)
2. Ассамштадт (2 101)
3. Гросриндерфельд (4 136)
4. Игерсхайм (5 721)
5. Кёнигхайм (3 315)
6. Вербах (3 638)
7. Виттигхаузен (1 722)